# Такеда Шинген
Такеда Шинген (јап. 武田 信玄; Takeda Shingen; 1. децембар 1521 — , 13. мај 1573), који је првобитно био назван Харунобу, био је надмоћан даимјо у феудалном Јапану са изузетним војним престижом у касној фази Сенгоку периода.

## Детињство и младост
Звао се и 'Tarō' што је име за најстаријег сина у јапанској породици. Његов отац Такеда Нобутора (武田信虎, 1493-1574) био је вођа Такеда клана, феудални господар који је контролисао провинцију Кај. У једом тренутку свога живота после церемоније зрелости, одлучио је да се побуни против оца. У 21. години преузео је контролу над Такеда кланом. Сматра се да је његов отац планирао да именује другог сина Такеда Нобушиге као свог наследника уместо Шинген-а. Након тога Шинген је уз помоћ присталаца послао оца у провинцију Суруга ((駿河) (На јужној граници Каи) да буде под надзором Имагава клана, који је водио Имагава Јошимото, захваљујући томе склопљен је савез између Такеда и Имагава клана.

## Знатна проширења
Његов први циљ био је да освоји провинцију Шинано (信 州). Број главних даимјоа из провинције Шинано марширали су дуж провинције Каи, у нади да ће неутралисати моћ још увек младог Шингена пре него што добије шансу да прошири своју владавину. Планирајући да га поразе код Фучуа (где је наводно Шинген сакупљао војску), били су неприпремљени када их је снага клана Такеда изненада напала у бици код Сезава (9. март 1542). Шинген је био у стању да постигне брзу победу, која му омогућава да стигне у провинцију Шинано исте године. Након што је освојио провинцију Шинано, Шинген се суочава са још ривала попут Нагао Кагетора ((長尾景虎) који је касније променио име у Уесуги Кеншин (上杉 謙信) када је наследио презиме Уесуги). Сукоб између њих постао је легендаран, чак су се пет пута суочили на бојном пољу у биткама код Каванакаџима. Оба владара су претрпела велике губитке. Шингену је у четвртој бици страдало доста добрих генерала укључујући млађег брата Такеда Нобушиге и ујака Муроцуми Торасада.

## Смрт
Тачне околности Такеда Шингенове смрти још нису познате. Постоје разне приче, али се не знају да ли су тачне.
Са 49 година, Такеда Шинген био је једини даимио са потребном снагом и вештом тактиком да заустави Ода Нобунагу који је хтео да завлада Јапаном. Напао је снаге Токугаве Иејасу 1572. године и освојио Футамату, а у јануару 1573. је учествовао у бици код Микатагахаре, где је, не пресудно, победио малу комбиновану војску Ода Нобунаге и Токугава Иејасу. Шинген је зауставио даље напредовање због спољашњих утицаја, што је омогућило Токугави да се припреми за поновну битку. Шинген је ушао у Микава провинцију, али је убрзо после тога умро у логору (кампу). Неки кажу да је подлегао старој рани из рата, неки да га је непријатељски тепо (мускета) раније погодио, а неки кажу да је умро од упале плућа.
Сахрањен је у храму Ерин (сада Kōshū, Yamanashi.)
Филм Кагемуша, редитељ Акира Куросава, слабо осликава позату верзију његове смрти, где је снајпериста пуцао у њега током ноћи. Остали аспекти његове смрти су уметничке слободе, предузете од стране редитеља.

## Фестивал Такеде Шингена
Одржава се сваког првог викенда у Априлу у граду Kōfu. Један од познатијих јапанских глумаца добије улогу Такеде Шингена. Неколико парада иде од Такединог олтара до Кофу дворца. Учесници у овој паради вежбају током целе године само за тај један викенд у априлу. Парада говори о различитим доласцима и одласцима Такеде Шингена током свог живота.